# Teresa Berganza Vargas
Teresa Berganza Vargas (Madrid, 16 de març de 1933 - San Lorenzo de El Escorial, 13 de maig de 2022) va ser una mezzosoprano espanyola, associada sovint amb personatges d'òperes de Rossini, Mozart i Bizet.

## Biografia
Va estudiar piano i cant al Conservatori de Madrid, on va obtenir el primer premi de cant l'any 1954. Va debutar en aquesta ciutat el 1955.
Dos anys després, va fer el seu debut internacional al Festival Ais de Provença en el paper de Dorabella, de l'òpera Così fan tutte, de Mozart. Durant els següents deu anys va debutar en altres importants teatres i festivals d'òpera, entre d'altres: La Scala (1957), festival de Glyndebourne (1958), Royal Opera House (1959) i el Metropolitan Opera (1967).
L'any 1991 Berganza, al costat de Victòria dels Àngels, Montserrat Caballé, Josep Carreras, Pilar Lorengar, Alfredo Kraus i Plácido Domingo, van ser guardonats amb el Premi Príncep d'Astúries de les Arts. El 1992 va participar en la cerimònia inaugural de l'Exposició Universal de Sevilla i els Jocs Olímpics de Barcelona. El 1994 fou escollida membre de l'Acadèmia Reial d'Arts d'Espanya, primera dona a obtenir aquesta distinció. El 2013 li va ser concedida la Gran Creu de l'Orde Civil d'Alfons X el Savi.
Els darrers anys, Berganza ensenyava a l'Escola Superior de Música Reina Sofía i dictava classes mestres arreu del món. Entre els seus estudiants es troben María Bayo i Jorge Chaminé.